# Frans van der Lugt
Frans van der Lugt, ampliamente conocido como Pater Frans (10 de abril de 1938 - 7 de abril de 2014), fue un sacerdote jesuita de los Países Bajos. Van der Lugt, nacido en una familia de banqueros, era un psicoterapeuta que abandonó los Países Bajos para ir al Oriente Medio en la década de 1960 donde se unió a la Compañía de Jesús. Después de estudiar árabe durante dos años en el Líbano, fue a Siria en 1966, donde vivió durante casi cincuenta años. Van der Lugt comenzó a trabajar en una granja comunitaria en 1980, en las afueras de la ciudad, donde el trabajo era realizado por "jóvenes con problemas de salud mental". Él pasó sus últimos años en Homs, donde trabajó en el monasterio local al cuidado de los enfermos y los hambrientos. Él ganó reconocimiento internacional a principios de 2014, cuando colgó una serie de vídeos en YouTube pidiendo a la comunidad internacional ayuda para los ciudadanos de la ciudad sitiada. Él se negó a salir, a pesar de la situación de peligro. En febrero, The Economist informó que él era probablemente el último europeo que quedaba en la ciudad y se quedó porque era "el pastor de [su] rebaño".
Fue fusilado el 7 de abril de 2014, a los 75 años de edad. De acuerdo con el gobernador de la Gobernación de Homs, Talal al-Barazi, fue asesinado por los extremistas del Frente Al-Nusra.